# Marvel vs. Capcom: Infinite
Marvel vs. Capcom: Infinite (japonês: マーベル VS. カプコン：インフィニット, Hepburn: Māberu VS. Kapukon: Infinitto) é um jogo eletrônico de luta desenvolvido pela Capcom, lançado para o PlayStation 4, Xbox One e Microsoft Windows. Ele é o quinto título principal da série Marvel vs.Capcom; o jogador controla personagens dos universos da Marvel Comics e da Capcom em lutas de dois contra dois.
Na história Ultron (Vilão dos Vingadores) e Sigma (Vilão de Megaman X) juntam as jóias do infinito e se tornam Ultron Sigma que junta as duas dimensões e desencadea um imenso confronto entre o Universo Marvel e o Universo Capcom.

## Jogabilidade
Assim como seus antecessores, Marvel vs. Capcom: Infinite é um jogo de luta em que os jogadores lutam uns contra os outros, usando personagens de ambos os universos das franquias da Marvel Comics e da Capcom. Infinite contará com batalhas dois contra dois, similares aos jogos anteriores da série Marvel vs. Capcom. Ao contrário dos títulos anteriores, o jogo não permite intervenções de assistência em ataques assistidos; em vez disso, os personagens podem ser trocados a qualquer momento, inclusive durante o meio de uma combinação semelhante ao Street Fighter X Tekken. Semelhante ao Marvel Super Heroes, Infinite irá implementar uma mecânica de jogabilidade envolvendo as Joias do Infinito, cada qual dando habilidades únicas. Por exemplo, a Joia do Poder concede aumento de força, enquanto a Joia do Tempo aumenta a capacidade de manobra do jogador.  Cada jogador escolhe uma Joia do Infinito antes do jogo começar, o que garante uma habilidade que pode ser ativada a qualquer momento, e uma habilidade mais forte que ainda está para ser finalizada. O jogo também vai incluir um modo de história; Os modos de um jogador incluem Treino, Missão e Modo Arcade. Já o multiplayer online terá ranking e partidas casuais, placares globais e salas online com espectadores.

## Personagens jogáveis
Novos personagens estão listados em negrito.
| Personagens da Marvel | Personagens da Capcom |
| --- | --- |
| - Capitão América - Capitã Marvel - Doutor Estranho - Dormammu - Gamora - Gavião Arqueiro - Homem-Aranha - Homem de Ferro - Hulk - Motoqueiro Fantasma - Nova - Pantera Negra (DLC) - Rocket Raccon - Soldado Invernal (DLC) - Thanos - Thor - Ultron - Venom (DLC) - Viúva Negra (DLC) | - Arthur - Chris Redfield - Chun-Li - Dante - Firebrand - Frank West - Jedah - Mega Man X - Mike Haggar - Monster Hunter (DLC) - Morrigan - Nathan Spencer - Nemesis - Ryu - Sigma (DLC) - Strider Hiryu - Zero |

## Desenvolvimento e lançamento
Marvel vs. Capcom: Infinite foi revelado oficialmente durante a PlayStation Experience da Sony em 3 de dezembro de 2016, a princípio todos pensaram que se tratava de uma exclusividade. Mas graças a o apelo da Marvel esse game está disponível para PC e Xbox one. tendo seu lançamento planejado para 2017 no PlayStation 4, Xbox One e Microsoft Windows. De acordo com os representantes da Marvel e da Capcom, a decisão de alterar o sistema de batalha de três contra três da série foi considerado por um longo tempo antes de finalmente se estabelecer em lutas de dois contra dois por conta da acessibilidade. O diretor de Produção da Capcom, Michael Evans, buscou dar aos jogadores casuais de Marvel vs. Capcom a possibilidade de jogar o jogo sem conhecê-lo, introduzindo um sistema mais gerenciável de dois personagens. Para expandir o número de opções para os jogadores, o "fator X" e a mecânica de ataques assistidos de Marvel vs.Capcom 3 foram removidos em favor das seis Joais do Infinito para proporcionar às equipes personalização adicional. Marvel e Capcom compararam as joias com o sistema "Groove" usado em Capcom vs.SNK 2.  A meta da Capcom com as Joias do Infinito era criar um campo de jogo nivelado, agindo como um capacitador de retorno, e permitindo que os jogadores compensassem as deficiências dos seus personagens e aprimorassem seus pontos fortes. Frank Tieri, o principal escritor de Marvel vs. Capcom 3, confirmou seu envolvimento com Infinite.